# Phunphin
Phunphin (tiếng Thái: พุนพิน) là một huyện (Amphoe) ở tỉnh Surat Thani miền nam Thái Lan. Thị xã Tha Kham là trung tâm của huyện và có dân số 22.478 người với diện tích 14,2 km2.

## Địa lý
Các huyện giáp ranh (từ phía bắc theo chiều kim đồng hồ) là: Tha Chang, Mueang Surat Thani, Ban Na Doem, Khian Sa, Khiri Rat Nikhom và Vibhavadi. Huyện này có một đoạn bờ biển ngắn về phía đông bắc.
Các sông chính ở huyện là: Tapi và phụ lưu Phum Duang chảy vào Tapi ở thị xã Tha Kham.
Sân bay Surat Thani nằm ở huyện này. xa lộ châu Á AH2 chạy qua huyện này.

## Lịch sử
Huyện này được đổi tên từ Tha Kham sang Phunphin năm 1939.

## Hành chính
Huyện Phunphin được chia ra 16 phó huyện (tambon), các đơn vị này lại được chia ra thành 100 làng (muban). Tha Kham là một thị xã (thesaban mueang) nằm trên một phần của tambon Tha Kham. Có 16 Tổ chức hành chính tambon.
| \| STT. \| Tên \| Tên Thái \| Số làng \| Dân số \| \| \| 1. \| Tha Kham \| ท่าข้าม \| 7 \| 26,076 \| \| \| 2. \| Tha Sathon \| ท่าสะท้อน \| 6 \| 5.147 \| \| \| 3. \| Lilet \| ลีเล็ด \| 8 \| 3.992 \| \| \| 4. \| Bang Maduea \| บางมะเดื่อ \| 7 \| 4.487 \| \| \| 5. \| Bang Duean \| บางเดือน \| 5 \| 2.814 \| \| \| 6. \| Tha Rong Chang \| ท่าโรงช้าง \| 5 \| 5.161 \| \| \| 7. \| Krut \| กรูด \| 9 \| 4.731 \| \| \| 8. \| Phunphin \| พุนพิน \| 3 \| 2.231 \| \| \| 9. \| Bang Ngon \| บางงอน \| 10 \| 5.058 \| \| \| 10. \| Si Wichai \| ศรีวิชัย \| 3 \| 2.110 \| \| \| 11. \| Nam Rop \| น้ำรอบ \| 7 \| 2.297 \| \| \| 12. \| Maluan \| มะลวน \| 9 \| 7.611 \| \| \| 13. \| Hua Toei \| หัวเตย \| 7 \| 3.614 \| \| \| 14. \| Nong Sai \| หนองไทร \| 5 \| 4.042 \| \| \| 15. \| Khao Hua Khwai \| เขาหัวควาย \| 4 \| 3.914 \| \| \| 16. \| Tapan \| ตะปาน \| 5 \| 4.736 \| \| | Map of Tambon  |           |         |        |  |
| STT. | Tên            | Tên Thái  | Số làng | Dân số |  |
| 1. | Tha Kham       | ท่าข้าม     | 7       | 26,076 |  |
| 2. | Tha Sathon     | ท่าสะท้อน   | 6       | 5.147  |  |
| 3. | Lilet          | ลีเล็ด      | 8       | 3.992  |  |
| 4. | Bang Maduea    | บางมะเดื่อ  | 7       | 4.487  |  |
| 5. | Bang Duean     | บางเดือน   | 5       | 2.814  |  |
| 6. | Tha Rong Chang | ท่าโรงช้าง  | 5       | 5.161  |  |
| 7. | Krut           | กรูด       | 9       | 4.731  |  |
| 8. | Phunphin       | พุนพิน      | 3       | 2.231  |  |
| 9. | Bang Ngon      | บางงอน    | 10      | 5.058  |  |
| 10. | Si Wichai      | ศรีวิชัย     | 3       | 2.110  |  |
| 11. | Nam Rop        | น้ำรอบ     | 7       | 2.297  |  |
| 12. | Maluan         | มะลวน     | 9       | 7.611  |  |
| 13. | Hua Toei       | หัวเตย     | 7       | 3.614  |  |
| 14. | Nong Sai       | หนองไทร   | 5       | 4.042  |  |
| 15. | Khao Hua Khwai | เขาหัวควาย | 4       | 3.914  |  |
| 16. | Tapan          | ตะปาน     | 5       | 4.736  |  |